# 朝日村立秋神中学校
朝日村立秋神中学校（あさひそんりつ あきがみちゅうがっこう）は、岐阜県大野郡朝日村（現・高山市）に存在した公立中学校。

## 概要
- 大野郡朝日村南部の中学校であった。1963年、朝日中学校に統合され廃校。
- 跡地は朝日村の民族資料館、保育所となった[注釈 2]。2019年現在は秋神研修センターなどになっている。

## 沿革
- 1947年（昭和22年）4月 - 朝日村立朝日中学校秋神分校として開校。秋神小学校に併設。開校時の生徒数は40名。
- 1948年（昭和23年）4月 - 独立し、朝日村立秋神中学校となる。
- 1950年（昭和25年）9月2日 - 校舎（木造2階建）が完成し、併設を解消する。
- 1952年（昭和27年）3月25日 - 岐阜県立高山高等学校朝日分校秋神教室を設置。
- 1955年（昭和30年）11月 - 岐阜県立高山高等学校朝日分校秋神教室を廃止。
- 1963年（昭和38年）3月 - 朝日中学校に統合され廃校。廃校時の生徒数109名。朝日中学校秋神分室となる。
- 1964年（昭和39年）3月 - 秋神教室を廃止。